# دمت آكباغ
دمت آكباغ (بالتركية: Demet Akbağ)‏ (و. 1959  م) هي ممثلة مسرح وسينما تركية، ولدت في مدينة دنيزلي في 23 ديسمبر 1960.

## التعليم
تعلمت في Erenköy Girls High School ‏.

## وصلات خارجية
- دمت آكباغ على موقع IMDb (الإنجليزية)
- دمت آكباغ على موقع قاعدة بيانات الأفلام العربية
- دمت آكباغ على موقع ألو سيني (الفرنسية)
- دمت آكباغ على موقع ميوزك برينز (الإنجليزية)
- دمت آكباغ على موقع أول موفي (الإنجليزية)
- دمت آكباغ على موقع قاعدة بيانات الأفلام السويدية (السويدية)
- دمت آكباغ على موقع قاعدة بيانات الفيلم (الإنجليزية)
- دمت آكباغ على موقع كينوبويسك (الروسية)